# Пайн Геп
Пайн Геп (англ. Pine Gap), також Об'єднаний центр оборони Пайн Геп (англ. Joint Defence Facility Pine Gap (JDFPG)) — об'єднана військова база, розташована на відстані 18 км від австралійського міста Аліс-Спрингс, Північна Територія та використовується, як елемент американської системи протиракетної оборони, фахівцями збройних сил США, оперативниками ЦРУ, АНБ, Національним агентством військово-космічної розвідки спільно з австралійським міністерством оборони та Розвідувальним співтовариством Австралії.
Об'єднаний центр оборони Пайн Геп входить до комплексної системи «Ешелон» та має вищий ступень секретності. Це одна з найбільших наземних станцій супутникового зв'язку у світі, на який на постійній основі розміщується 800 людей та 33 супутникові антени, — 18 з яких покриті характерними білими куполами. Центр спостереження контролює та приймає дані від геостаціонарних супутників, які прослуховують широкий спектр радіо-, радіолокаційних та мікрохвильових сигналів по всьому світові, а також здійснюють збір інформації зі супутників раннього попередження, які виявляють запуски балістичних ракет.